# 凤营乡
凤营乡，是中华人民共和国四川省凉山彝族自治州会理市曾经下辖的一个乡。2017年撤销。

## 行政区划
凤营乡撤销前下辖以下地区：
红云村、凤营村、坪胜村、洪川桥村和三道坪村。